# Baeacris tarijensis
Baeacris tarijensis är en insektsart som först beskrevs av Ronderos 1979.  Baeacris tarijensis ingår i släktet Baeacris och familjen gräshoppor. Inga underarter finns listade i Catalogue of Life.